# Заборы и окна
«Заборы и окна. Хроники антиглобализационного движения» (англ. Fences and windows. Dispatches from the front lines of the globalization debate) — книга канадской журналистки и писательницы Наоми Кляйн. Вышла в 2002 году. В отличие от более ранней книги Кляйн «No Logo» и более поздней «Доктрина шока», представляет собой не исследовательскую работу, а достаточно свободный по форме сборник очерков, обзоров и речей об антиглобалистическом движении, написанных для различных газет и информационных агентств.
Русский перевод, выполненный Александром Дорманом, вышел в 2005 году в издательстве «Добрая книга».